# Eudócia Macrembolitissa
Eudócia Macrembolitissa (em grego: Ευδοκία Μακρεμβολίτισσα) foi uma imperatriz-consorte bizantina, segunda esposa do imperador bizantino Constantino X Ducas. Depois da morte deste, em 1067, foi regente por um ano e casou-se com Romano IV Diógenes em 1068. Era sobrinha de Miguel Cerulário, patriarca de Constantinopla, cuja irmã se casara com João Macrembolites.

## Vida
Casou-se com Constantino pouco antes do ano de 1050. Com ele teve sete filhos; um morreu na infância e dois, Constâncio e Zoé, nasceram já depois de o pai ter subido ao trono em 1059. Quando Constantino faleceu, em 22 de maio de 1067, Eudócia, já coroada augusta, tornou-se regente em nome dos seus filhos Miguel VII Ducas e Constâncio, juntamente com o irmão de Constantino, o césar João Ducas. Miguel VII atingira havia pouco a idade para governar em nome próprio, mas ainda assim era meramente considerado co-imperador com o seu irmão mais novo, enquanto Eudócia dirigia o império. 
Eudócia jurara a Constantino, no seu leito de morte, não tornar a casar, e chegou a mandar prender Romano Diógenes, sobre o qual recaíam suspeitas de aspirar ao trono imperial. No entanto, apercebendo-se de que não seria capaz de impedir as invasões que ameaçavam a fronteira oriental, quebrou o juramento e desposou Romano, sem a aprovação de João Ducas, do patriarca João Xifilino e nem de Miguel VII. Eudócia conversou com o patriarca, convenceu-o a entregar-lhe o juramento escrito que ela havia assinado e também a fazer uma declaração pública de que ele era a favor do segundo casamento "pelo bem do estado". O Senado bizantino então concordou em ratificar o casamento e a cerimônia realizou-se a 1 de janeiro de 1068. Romano foi imediatamente proclamado imperador com o nome de Romano IV. 
Com a ajuda do marido Eudócia conseguiu consolidar a sua posição no trono e teve com ele dois filhos, Nicéforo e Leão. Outro dos filhos de Eudócia e de Constantino, Andrónico Ducas, foi elevado a co-imperador por Romano IV, embora tivesse sido afastado do poder pelos seus próprios pai, mãe e irmãos. Eudócia não teve um casamento feliz com o marido, que era belicoso, afirmativo e pouco inclinado a deixá-la partilhar o exercício do poder com ele. Quando foi feito prisioneiro dos turcos seljúcidas na batalha de Manzicerta (1071), Eudócia e Miguel retomaram as rédeas do governo, até que se descobriu que Romano sobrevivera e regressava a Constantinopla. João Ducas e a Guarda Varegue obrigaram então Eudócia a entregar todo o poder a Miguel e a retirar-se para um convento. 
Depois de Miguel VII ter sido deposto em 1078 por Nicéforo III Botaniates, Eudócia recebeu uma proposta de casamento do novo imperador. O plano não se concretizou devido à oposição do césar João Ducas, e Eudócia faleceu ainda freira depois da subida ao trono de Aleixo I Comneno, em 1081.

## Obras
Eudócia compilou um dicionário de história e mitologia, que ela chamou de Ἰωνιά ("Coleção" ou "Cama de Violetas"). O prefácio era endereçado ao marido, Romano Diógenes, no qual ela descreve a obra como "uma coleção de genealogias de deuses, heróis e heroínas, de suas metamorfoses, e de fábulas e estórias sobre eles encontradas nos antigos; contendo também notas de vários filósofos". As fontes da obra foram, em grande medida, as mesmas das utilizadas no Suda.
O historiador Nicéforo Gregoras, um século depois, descreveu Eudócia como sendo "uma segunda Hipátia".

## Família
Do seu primeiro casamento, com Constantino X Ducas, Eudócia teve:
- Miguel VII Ducas
- Andrónico Ducas, co-imperador entre 1068 e 1078
- Constâncio Ducas, co-imperador entre 1060 e 1078, falecido em 1081
- Ana Ducena, freira
- Teodora Ducena, que se casou com Domenico Selvo, Doge de Veneza
- Zoé Ducena, que se casou com Adriano Comneno, irmão do imperador Aleixo I Comneno.

Do se segundo casamento, com Romano IV Diógenes, Eudócia teve:
- Nicéforo Diógenes
- Leão Diógenes

Miguel Pselo era muito próximo da família, e Eudócia considerava-o um "tio". De acordo com Pselo, Eudócia era nobre, bela e inteligente.